# 正德职业技术学院
正德职业技术学院（Zhengde Polytechnic College，常简称正德学院）位于中国江苏省南京市江宁区，创建于1998年，由南京航空航天大学校友会和南京江宁经济技术开发总公司共同出资，是一所以高职高专为主的技术学院。

## 历史
1999年起面向江苏省招收参加全国普通高校统一招生考试的学生。2001年7月12日江苏省人民政府批准正式建校。学院实行董事会领导下的校长负责制。

## 历任校领导
- 伍贻兆：正德职业技术学院董事长（1998年－2008年）
- 王永亮：正德职业技术学院董事长（南京航空航天大学副校长）
- 许希武：正德职业技术学院副董事长（南京航空航天大学校长助理）
- 张焕春：院长、党委书记
- 明令宜：副院长、党委副书记（？－2008年）
- 高建华：副院长、党委委员
- 顾怡：副院长
- 刘小廷：副院长、党委委员
- 林双泉：正德职业技术学院申办者、董事、督导、工会主席
- 丁锡洪：正德职业技术学院顾问
- 阮宝华：正德职业技术学院申办者、董事
- 李洪兴：正德职业技术学院申办者、董事
- 戴明桢：正德职业技术学院教学顾问

## 校训
正德职业技术学院校訓為「正德厚生」（语出《尚书·大禹谟》，《中庸》诠释“正德”：尽人之性，以正人德；尽物之性，以正物德。“厚生”：使民生富足。）

## 学科院系
- 电子工程系 
  - 通信技术
  - 电子信息工程技术

- 计算机系 
  - 计算机网络技术
  - 计算机应用技术
  - 软件技术
  - 动漫设计与制作

- 工商管理系 
  - 经济信息管理
  - 电子商务
  - 会计与审计
  - 营销与策划
  - 物流管理
  - 汽车技术服务与营销

- 艺术设计系  
  - 广告设计与制作
  - 电脑艺术设计
  - 建筑装饰工程技术
  - 环境艺术设计

- 机电工程系 
  - 数控技术（原数控技术及应用专业）
  - 建筑电气工程技术（原建筑电气技术及自动化）
  - 工程造价（原建筑工程造价与管理）

- 外语系 
  - 商务英语
  - 旅游英语
  - 商务日语

- 社会科学系  
  - 国际经济与贸易（含国际经济法）
  - 新闻采编与制作（电视网络新闻）
  - 国际金融

- 民用航空系  
  - 飞行技术
  - 航空机电设备维修专业
  - 航空服务

## 重要中心、研究院、研究所
- 计算中心
- 电工电子实训中心
- 计算机技术与应用实验实训中心
- 视频动画技术实训中心
- 经济与管理实训中心
- 艺术设计实训中心
- 建筑工程实验实训中心
- 机电工程实训中心

## 组织机构
- 教务处
- 学生处
- 团委
- 招生网
- 就业网
- 图书馆
- 实训基地
- 网络信息中心